# 藤原公光 (秀郷流)
藤原 公光（ふじわら の きんみつ）は、平安時代の武士。藤原秀郷の5代孫である。

## 略歴
藤原秀郷の五代孫で藤原文行（下野守）の子で藤原公行（相模守）の弟。子に佐藤公清、藤原経範（右馬助、波多野氏初祖）。
後冷泉院の御代に功績があった。
1057年(天喜5年)11月、阿久利川事件の翌年、源頼義に従って安倍頼時と戦い、戦死した。

## 親族
- 父：藤原文行
- 母：平定文の娘
- 妻：不明
  - 男子：佐藤公清
  - 男子：藤原経範（波多野家初代）